# Гідден-Медоус (Каліфорнія)
Гідден-Медоус (англ. Hidden Meadows) — переписна місцевість (CDP) в США, в окрузі Сан-Дієго штату Каліфорнія. Населення — 4484 особи (2020).

## Географія
Гідден-Медоус розташований за координатами 33°13′25″ пн. ш. 117°7′11″ зх. д. / 33.22361° пн. ш. 117.11972° зх. д. (33.223644, -117.119834).  За даними Бюро перепису населення США в 2010 році переписна місцевість мала площу 17,05 км², уся площа — суходіл.

## Демографія
Згідно з переписом 2010 року, у переписній місцевості мешкало 3485 осіб у 1397 домогосподарствах у складі 1081 родини. Густота населення становила 204 особи/км².  Було 1586 помешкань (93/км²).
Расовий склад населення:
| - 82,2 % — білих - 9,1 % — азіатів - 1,9 % — чорних або афроамериканців - 0,3 % — корінних американців - 0,2 % — вихідців з тихоокеанських островів - 2,7 % — осіб інших рас |

До двох чи більше рас належало 3,6 %. Частка іспаномовних становила 9,4 % від усіх жителів.
За віковим діапазоном населення розподілялося таким чином: 15,0 % — особи молодші 18 років, 59,9 % — особи у віці 18—64 років, 25,1 % — особи у віці 65 років та старші. Медіана віку мешканця становила 52,7 року. На 100 осіб жіночої статі у переписній місцевості припадало 97,5 чоловіків;  на 100 жінок у віці від 18 років та старших — 97,5 чоловіків також старших 18 років.
Середній дохід на одне домашнє господарство  становив 104 055 доларів США (медіана — 81 417), а середній дохід на одну сім'ю — 112 482 долари (медіана — 102 379). За межею бідності перебувало 9,2 % осіб, у тому числі 0,0 % дітей у віці до 18 років та 3,7 % осіб у віці 65 років та старших.
Цивільне працевлаштоване населення становило 1214 особи. Основні галузі зайнятості: освіта, охорона здоров'я та соціальна допомога — 23,4 %, будівництво — 17,2 %, мистецтво, розваги та відпочинок — 11,9 %, публічна адміністрація — 10,6 %.